# Acanella weberi
Acanella weberi is een zachte koraalsoort uit de familie Isididae. De koraalsoort komt uit het geslacht Acanella. Acanella weberi werd in 1910 voor het eerst wetenschappelijk beschreven door Nutting. 